# Ernie Chua

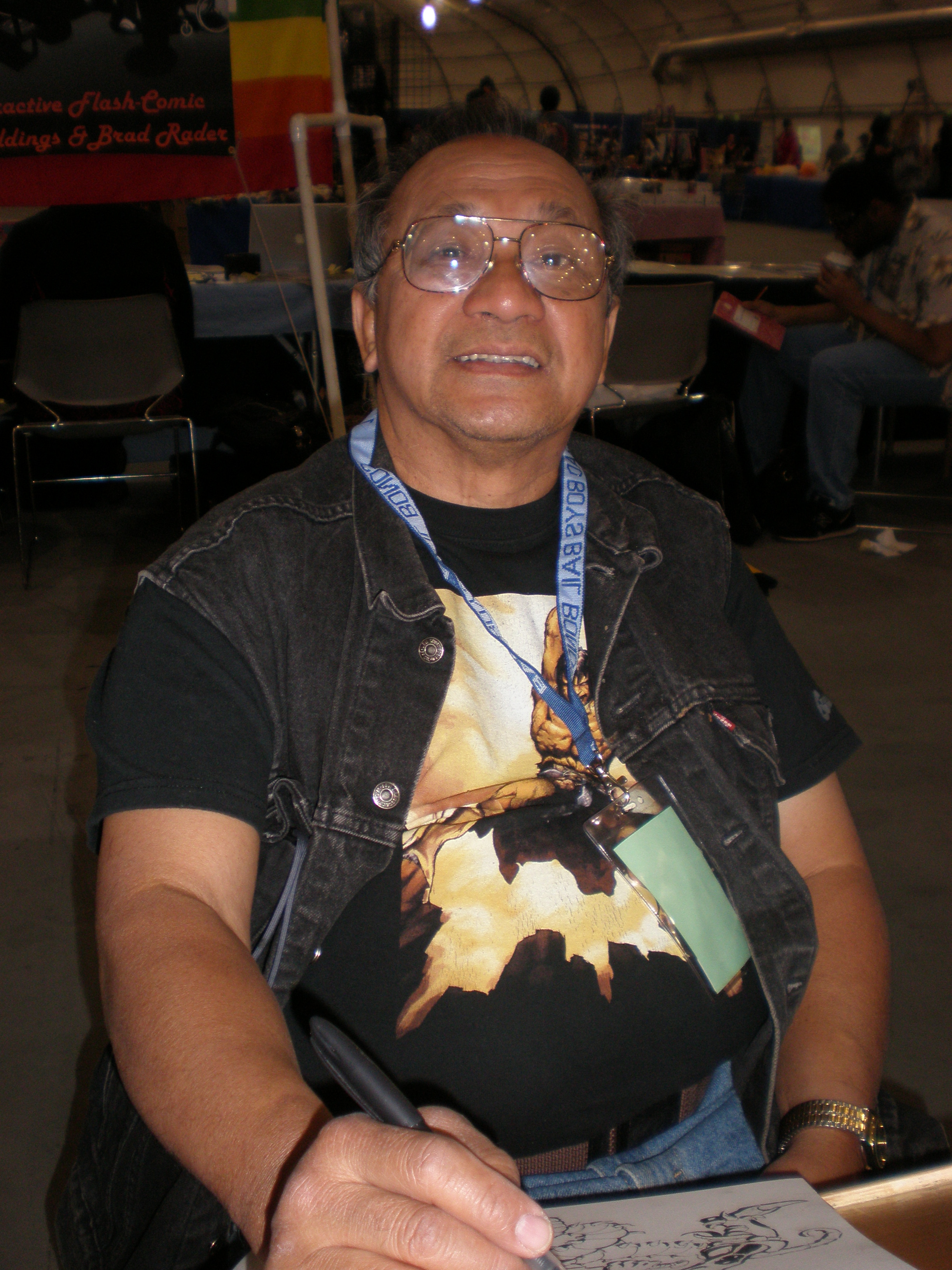
Ernie Chua 2009

Ernesto „Ernie“ Chan, zeitweise Ernie Chua (* 27. Juli 1940; † 16. Mai 2012), war ein philippinischer Comiczeichner.

## Leben
Chan emigrierte in den 1960er Jahren von Manila in die Vereinigten Staaten. Dort war er aufgrund eines Datenfehlers der US-Einwanderungsbehörde genötigt, mehrere Jahrzehnte unter dem Namen Chua zu leben und zu arbeiten, bevor es ihm möglich war, den Fehler offiziell beheben zu lassen.
Zu den Serien, an denen Chua als Zeichner und/oder Tuscher arbeitete, zählen unter anderem Conan the Barbarian, Doctor Strange, Kull the Destroyer, Power Man und The Incredible Hulk für Marvel Comics, sowie Claw the Unconquered und Batman für DC-Comics. Zu seinen häufigsten künstlerischen Partnern zählten die Brüder John und Sal Buscema.